# سمكة الطبل الأسود
سمكة الطبل الأسود (الاسم العلمي Pogonias cromis)، سمكة وحيدة النوع من جنس الطبلية وتنتمي إلى فصيلة البهاريات ورتبة الفرخيات. وعادًة ما تعيش في مصبات الأنهار.

## اقرأ أيضا
- لبروسية آسيوية غنمية الرأس